# L'Été de Giacomo
Pour plus de détails, voir Fiche technique et Distribution.
L'Été de Giacomo (titre original : L'estate di Giacomo) est un film coproduit par l'Italie, la France et la Belgique, réalisé par Alessandro Comodin et sorti en 2012.

## Synopsis
Un adolescent malentendant, Giacomo, se promène sur les rives d'un fleuve le temps d'un été avec son amie, Stefania. La saison des jeux amoureux est aussi celle d'un apprentissage de la vie, une métamorphose sensuelle.

## Fiche technique
- Titre français : L'Été de Giacomo
- Titre original : L'estate di Giacomo
- Réalisation et scénario : Alessandro Comodin
- Photographie : Tristan Bordmann, A. Comodin
- Montage : João Nicolau, A. Comodin
- Musique : Jonathan Richman : Egyptien Reggae et Dupap : Fifteen years ago[1]
- Production : Faber Film - Les Films Nus - Les Films d'Ici
- Format : couleur - 16 mm
- Genre : comédie dramatique
- Durée : 78 minutes
- Pays d'origine :  Italie/ France/ Belgique
- Sortie : 9 août 2011 au Festival de Locarno (Suisse)
- Sortie en salles en France : 4 juillet 2012

## Distribution
- Giacomo Zulian : Giacomo
- Stefania Comodin : Stefania
- Barbara Colombo : Barbara

## Distinctions
- Léopard d'or dans la Section Cinéastes du présent au Festival de Locarno 2011
- 2012 : nomination meilleur documentaire au Magritte du cinéma

## Commentaire
Natif du Frioul, il y a tout juste trente ans, Alessandro Comodin a connu sa première expérience cinématographique au lycée, en filmant des images de sa petite ville et du fleuve Tagliamento, accompagnées d'un poème de Pasolini écrit en frioulan. C'est également, dans cette région, qu'il réalise son premier long métrage, L'Été de Giacomo.
L'Été de Giacomo c'est la venue au monde "normal" d'un adolescent, jusque-là privé de sens auditif. C'est, donc, une métamorphose, une seconde naissance. Mais, « au lieu de scruter les motivations de la démarche qui consiste à "devenir comme tout le monde", Alessandro Comodin s'attache à filmer les derniers instants de sa singularité. »
Giacomo, enfant protégé et plutôt casanier, va, l'espace d'un été, sous la conduite d'une âme sœur, Stefania, s'immerger dans une nature à peu près vierge : c'est dans ses ultimes jours de surdité qu'il découvrira de neuves sensations et une profusion de sons, de parfums et de goûts. « C'est aussi la fugacité des émotions qu'Alessandro Comodin cherche à capter », écrit Raphaëlle Pireyre qui cite le réalisateur lui-même déclarant : « On n'identifiait pas la chose précise que l'on recherchait, mais on savait vouloir quelque chose de ce genre, quelque chose de l'adolescence, de cet âge-là qui est très éphémère, surtout de petites choses, des impressions. »
La déficience auditive de Giacomo n'est, sans doute, pas le sujet du film. « Ou si elle l'est, c'est en tant que non sujet, pour les possibilités cinématographiques qu'elle recèle. [...] Ce qui se joue dans ce film simple et beau [...] c'est de l'espace et du temps irradiés, étirés par les qualités propres de l'été à la campagne - la lumière, la lenteur, la torpeur, les couleurs, la richesse du tissu sonore... »
Dans la personnalité de Giacomo, il ne faut pas oublier ensuite celle du réalisateur. Alessandro Comodin nous explique, effectivement, ceci : « Comme lui, qui vivait enfermé chez lui, enchaîné à Facebook, protégé par sa mère, je me suis senti coupé du monde dans ce Frioul que je déteste. Handicapé dans mes rapports avec les autres, qui préfèrent jouer aux cartes, aller en discothèques et se bourrer la gueule, plutôt qu'aller au cinéma et lire des bouquins. Je me suis identifié à Giacomo, et j'ai voulu raconter sa métamorphose. »